# Öxnäs, Göteborgs kommun
För andra betydelser, se Öxnäs.

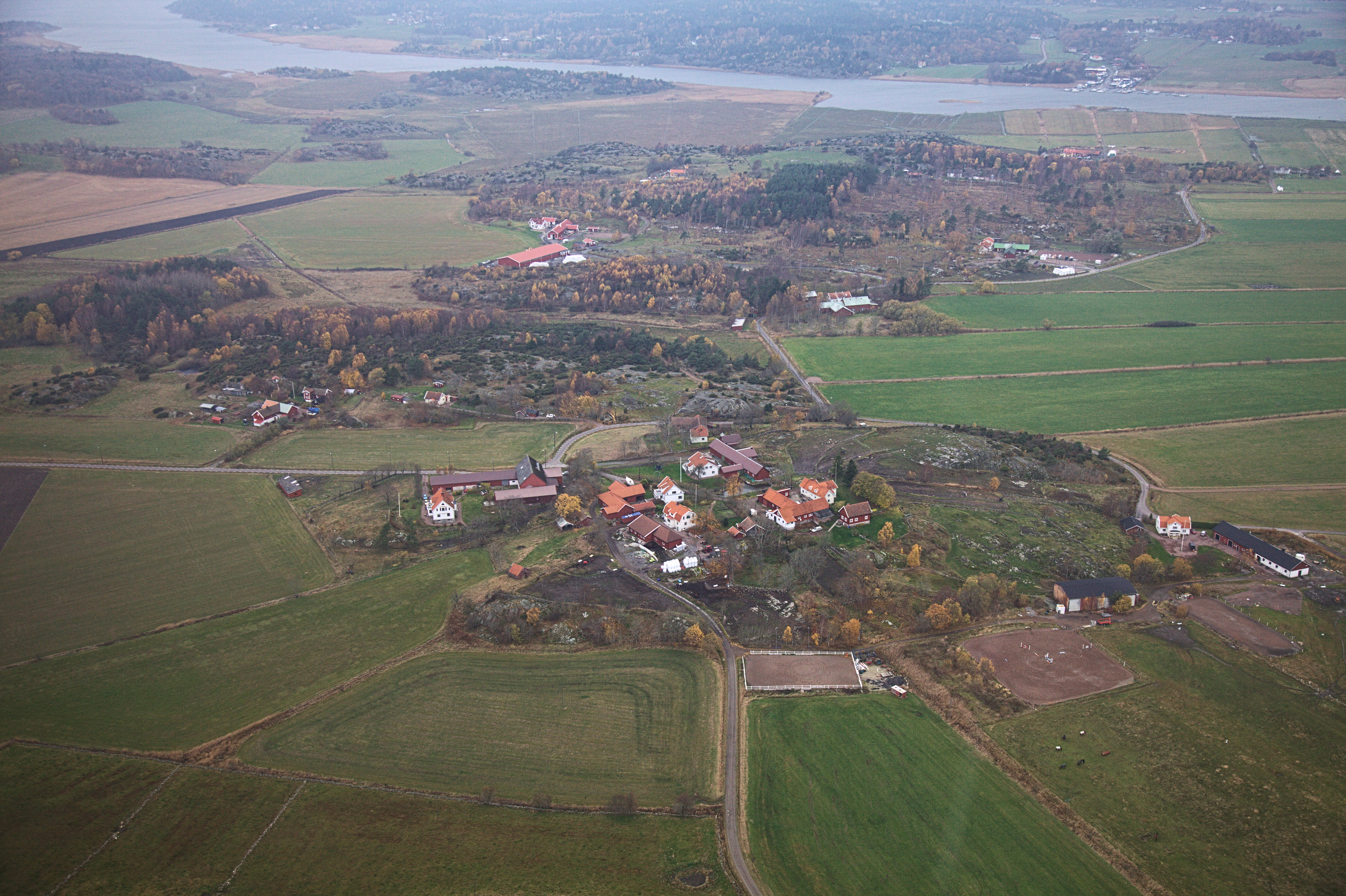
Helikopterbild över Öxnäs från sydost.

Öxnäs är en by i Säve socken på Hisingen i Göteborgs kommun som består av adresserna Öxnäs by, Öxnäsvägen, Öxnäs Sörgård, Öxnäs Kulleväg och Tyvetvägen.

## Bynamnet
Öxnäs betyder "Oxarnas näs". Näset syftar på den moränkulle som själva byn ligger på, och som skjuter upp över det omgivande landskapet. När landhöjningen inte var så stor, gick en sjö upp ända hit som bildades av Nordre Älv och Kvillen (norra delen av Kvillebäcken).

## Historia
Öxnäs By har varit bebodd sedan järnåldern. I området finns det tre gravfält från samma tid. I skriftliga källor nämns "Øxnenæss" redan från 1388. Under medeltiden fanns här fem till sex gårdar. Man odlade främst de grusiga sluttningarna, medan den gamla älvsbotten, som i stort sett bara bestod av lera, var lämplig som ängsmark för betesdjur, därav "Öx" eller det mer moderna "oxarna" i namnet. 
Den äldsta kartan över Öxnäs är från 1783 då storskifte genomfördes på inägorna. Vid den tiden omfattade byn fem gårdar som var uppdelade i ca 20 bruksenheter. Delar av åkern på grusmarken hade då lagts ner och lermarken hade även den börjat används för odling. Vid laga skifte 1836 hade byn 23-24 brukningsenheter och 18-19 ägare.
Dagens betesmarker kring Öxnäs är mycket varierande och här finns flera olika naturtyper. Alltifrån magra ängssluttningar ner till fuktängar närmare älven. Här finns flera olika fågelarter, bl.a. Vattenrall, och det är svårt att hitta liknande variationer någon annanstans. Totalt sett är området ett unikt landskap i Sverige, både jordbruksmässigt, botaniskt och kulturhistoriskt.

## Riksintresse
Öxnäs med tillhörande ägor är utsedda till riksintresse för natur- och kulturvården. Stora delar av Öxnäs utsågs på 90-talet till ett s.k. Natura 2000-område, dvs. området måste säkerställas genom reservatbildning eller annan skyddsform.
Den 1 januari 2018 beslutade Sveriges regering att Öxnäs skulle bli ett naturreservat med samma namn. Det gränsar till reservatet Nordre älvs estuarium. Området hade dessförinnan utretts av Länsstyrelsen i Västra Götalands län för att säkerställa att befintligt jordbruk i området kunde fortsätta bedrivas. Naturreservatet innefattar förutom området Öxnäs även Askesby, Askesby Högen, Bärby och delar av Brunstorp. 

## Byggnaderna
Det är på få ställen i Sverige som man hittar hela gårdar, med både boningshus och ekonomibyggnader, så tätt byggda.
Tidigt insåg man faran i att bygga träbyggnader för tätt. Därför anlade man en branddamm i byn, avsedd att kunna tillgodose behovet av släckningsvatten om brand skulle uppstå. Denna har idag underjordisk förbindelse med flera av gårdarna.
I och med riksintresset råder det också strikta riktlinjer med hur man får lov att bygga till, förändra, restaurera och riva byggnader.
Nääs byggnadsvård i Lerums kommun, har givit ut en skrift i samarbete med Göteborgs Museinämnd, som berättar mer om Öxnäs och de två grannbyarna Askesby och Askesby Högen, samt ger konkreta tips till varsamt underhåll av byggnaderna i området.